# Luigi Basso
Luigi Basso (Feltre, 20 febbraio 1862 – Feltre, 23 marzo 1950) è stato un politico italiano.
Dopo la laurea in filosofia conseguita presso l'Università di Padova, trascorse un periodo a Roma dove frequentò gli ambienti repubblicani e radicali. Tornato a Feltre, si sposò con Anna Boschieri. Dopo essersi avvicinato al socialismo, nel 1901 fondò il periodico L'Avvenire che fu assai diffuso tra gli emigranti bellunesi in Svizzera e Germania. Dal 1905 fu sindaco della città.
Esponente dell'interventismo, nel dopoguerra fu eletto per due legislature di seguito alla Camera del Regno, primo fra i socialisti del Feltrino. In parlamento si dedicò principalmente di questioni economiche e tributarie.
Assunse la segreteria del Partito Socialista Unitario dopo l'omicidio di Giacomo Matteotti, ma tra il 1926 e il 1927 venne condannato al confino a Lipari. Dopo questo evento abbandonò ogni attività politica.